# عملة هونغ كونغ فئة مليون واحد
عملة المليون أصغر فئة من دولار هونغ كونغ من عام ١٨٦٣ إلى عام ١٨٦٦، وبعد ذلك التاريخ، توقفت عن الصدور، ولكن ربما استمرت في التداول لفترة أطول. كانت قيمتها عُشر سنت، أو جزء من ألف دولار. سكّتها دار السك الملكية، وتحمل الرمز الملكي "VR"، وهو الرمز الذي يُشير إلى الملكة فيكتوريا آنذاك، لكنها لم تحمل صورة وجه الملكة كما هو الحال في جميع العملات الأخرى، بسبب وجود ثقب في المنتصف.

## تصميم

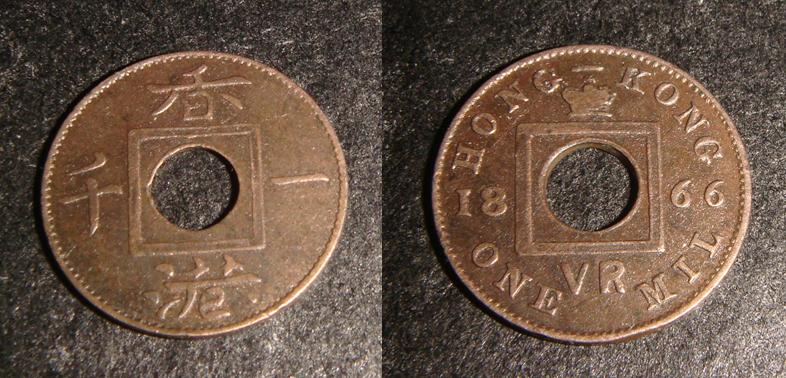
عملة هونج كونج ذات المليون (1866) بأحرف صينية "香港一千"

كان ظهر العملة يحمل اسم الدولة وفئة العملة المكتوبة بالصينية. خلال الفترة من ١٨٦٣ إلى ١٨٦٦، كُتبت الأحرف على هذا الوجه باسم هونغ كونغ ون-ون (香港一文)، وهو ما يُشبه العملة النقدية الصينية آنذاك. من بينها، تُعتبر عملة ون-ون الصادرة عام ١٨٦٦ من أندر العملات في هونغ كونغ. لاحقًا في عام ١٨٦٦، حُوّلت الأحرف الصينية إلى هونغ كونغ ألف (香港一千)، مما يُشير إلى قيمة جزء من ألف من الدولار.
وجه العملة يحمل اسم الدولة وفئة العملة باللغة الإنجليزية. وظهر التاج البريطاني والأحرف الأولى "VR" للملكة فيكتوريا (باللاتينية: Victoria Regina). بينما تحمل عملات الجنيه الإسترليني اللقب الملكي مكتوبًا باللاتينية، فإن هذا هو الاستخدام الوحيد للغة اللاتينية على عملات هونغ كونغ البريطانية. أما الألقاب الملكية، فقد كُتبت بالإنجليزية على عملاتها الأخرى.

## سك النقود

### تنويعة ون وين في هونغ كونغ
المصدر: 
1863: 19,000,000
1864: غير معروف
1865: 40,000,000 (يوجد نوعان مختلفان - أحدهما يحتوي على شرطة بين HONG وKONG على الوجه، والآخر بدون شرطة بين الكلمتين)
1866: غير معروف (يعتبر أحد أندر العملات المعدنية في هونج كونج. يُخزن إحدى العينات في مجموعة متحف ملبورن.)

### هونغ كونغ ألف اختلاف
1866: 20,000,000